# Dystrykt Mandritsara
Mandritsara – dystrykt na północy Madagaskaru w regionie Sofia. Stolicą dystryktu jest miasto Mandritsara. Do 2007 wchodził w skład prowincji Mahajanga. 
W dystrykcie w 1993 roku mieszkało 160 585 mieszkańców, a w 2011 roku 240 658 mieszkańców.
Dystrykt graniczy z sześcioma innymi dystryktami. Są to:
- Dystrykt Befandriana-Nord (północ)
- Dystrykt Maroantsetra (północny wschód)
- Dystrykt Mananara (wschód)
- Dystrykt Soanierana Ivongo (południowy wschód)
- Dystrykt Andilamena (południe)
- Dystrykt Boriziny (zachód)

## Podział administracyjny regionu
Dystrykt Mandritsara dzieli się na 22 gminy (kaominina). Są to:
- Ambalakirajy
- Ambarikorano
- Ambaripaika
- Ambilombe
- Amboaboa
- Ambodiadabo
- Ambohisoa
- Amborondolo
- Ampatakamaroreny
- Andohajango
- Anjiabe
- Ankiabe Salohy
- Antanambaon'amberina
- Antananadava
- Antsatramidoladola
- Antsirabe Afovoany
- Antsoha
- Kalandy
- Manampaneva
- Mandritsara
- Marotandrano
- Tsaratanana